# Teraschema
Teraschema is een kevergeslacht uit de familie van de boktorren (Cerambycidae). De wetenschappelijke naam van het geslacht werd voor het eerst geldig gepubliceerd in 1861 door Thomson.

## Soorten
Teraschema is monotypisch en omvat slechts de volgende soort:
- Teraschema menalcas Thomson, 1861